# Gollegiellapriset

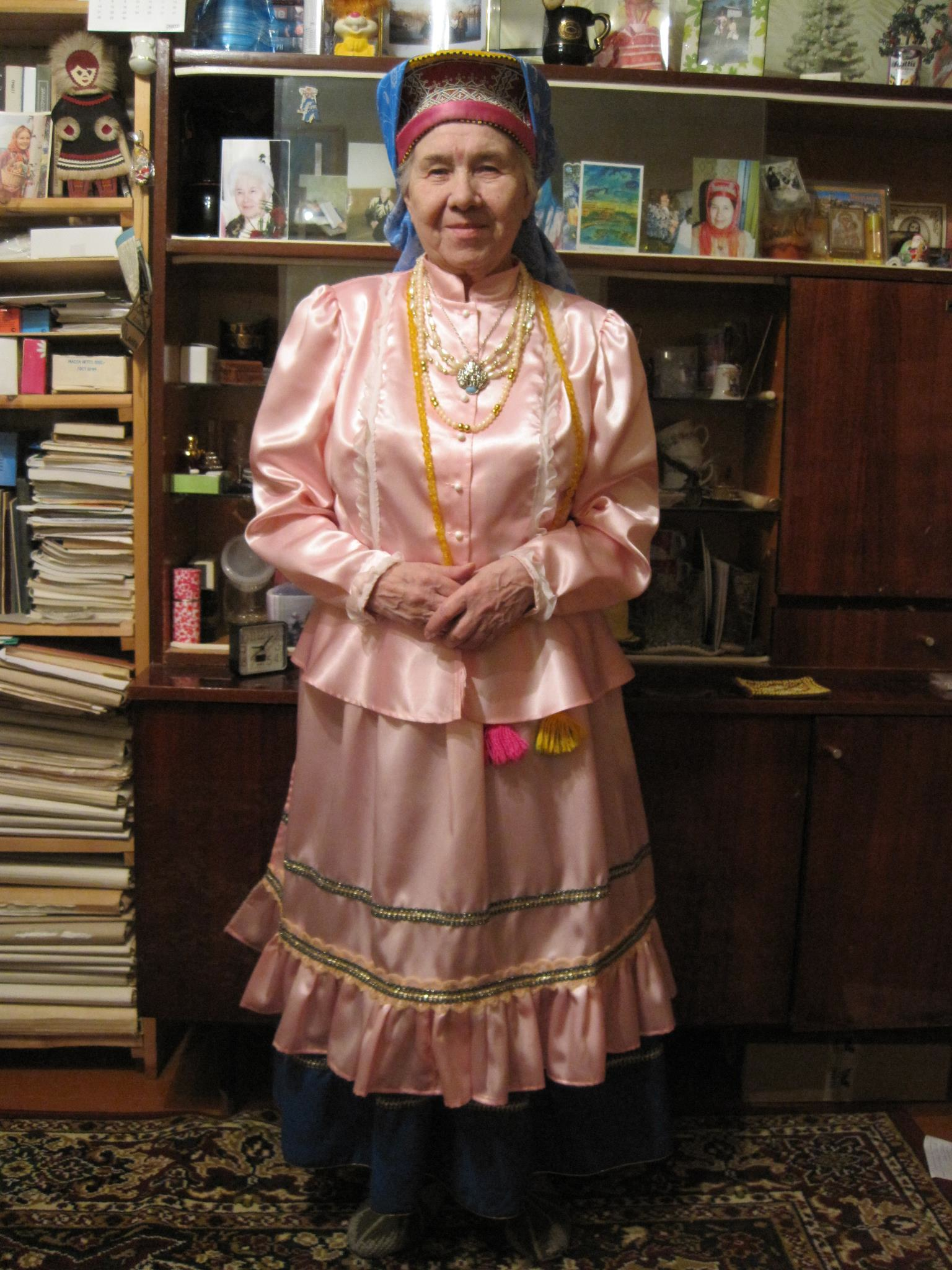
Aleksandra Antonova, pristagare 2012

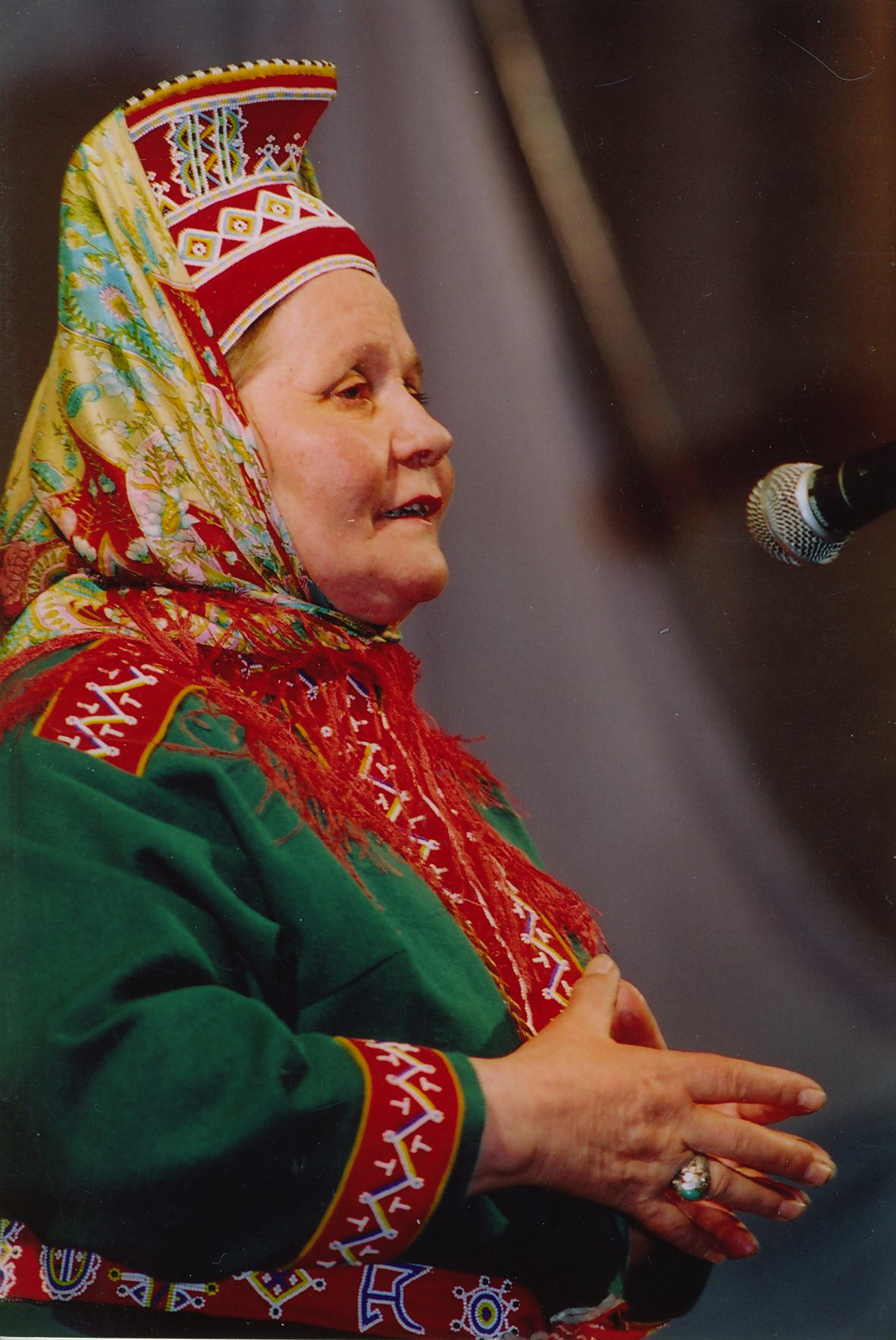
Nina Afanasjeva, pristagare 2012

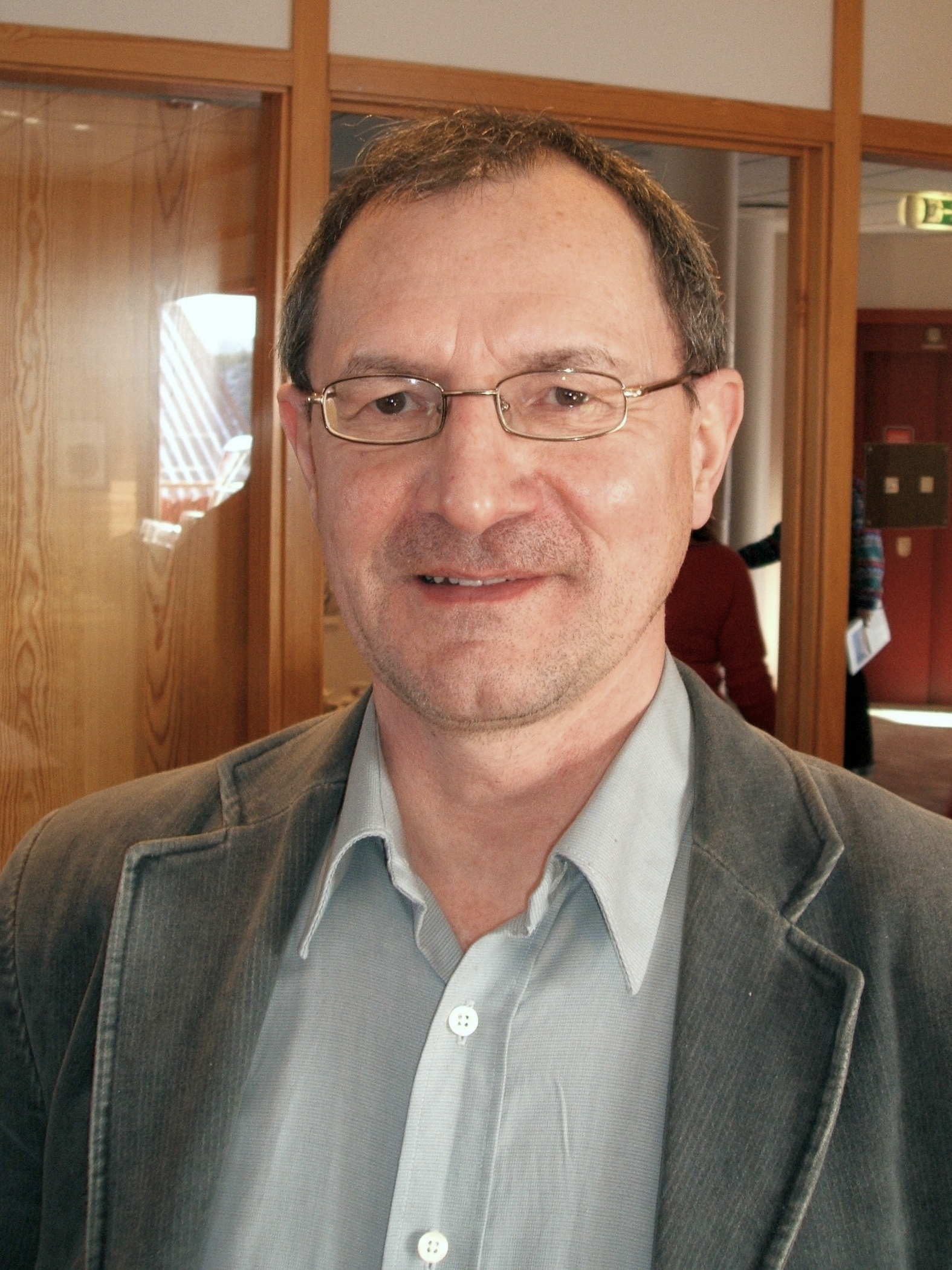
Mikael Svonni, pristagare 2014

Gollegiellapriset (nordsamiska: Gollegiella bálkkašupmi, "Guldspråkpriset") är ett nordiskt samiskt språkpris, som delas ut av Samiska parlamentariska rådet.
Gollegiella inrättades 2003 på norskt initiativ av de nordiska sameministrarna och sametingspresidenterna i Finland, Norge och Sverige. Det delas ut vartannat år till enskilda personer, organisationer eller institutioner i Finland, Norge, Ryssland och Sverige, vilka gjort en insats för att främja, utveckla och bevara samiska språk. Prissumman är numera (2016) 15.000 euro och priset delas ut vid det årliga mötet mellan de nordiska sameministrarna och sametingspresidenterna.
En bedömningskommitté utser vinnare av språkpriset. Denna utgjordes 2008–11 av Hanna Outakoski, Rosmare Huuva, Erkki Lumisalmi, Nora Bransfjell och Nina Afanasjeva. Ordförande i urvalskommittén 2016 var David Kroik vid Umeå universitet. Priset delades ut för första gången i november 2004. Det finansieras och administreras av de tre värdländerna i rotation.

## Pristagare
- 2004 Ella Holm Bull, lärare, läroboksförfattare och poet på sydsamiska
- 2004 Språkfrämjandeföreningen Anarâškielâ servi (enaresamiska) i Enare kyrkby i Finland
- 2006 Harald Gaski, professor i samisk litteratur och författare
- 2006 Jouni Moshnikoff för främjande av skoltsamiska
- 2008 Utsjoki sameförening/Sami Siida i Utsjoki i Finland
- 2008 Henrik Barruk, lärare och språkdokumenterare i umesamiska
- 2010 Máret Sárá, Porsanger, lärare och läroboksförfattare i nordsamiska
- 2010 Lajla Mattsson Magga, lärare och läroboksförfattare i sydsamiska
- 2012 Aleksandra Antonova och Nina Afanasjeva för insatser för kildinsamiska, 2012[1]
- 2012 Gruppen bakom skrivstödsverktygen "Divvun" samt Giellatekno (Senter för samisk språkteknologi) vid Universitetet i Tromsø för utvecklande av teknologiska språkverktyg[1]
- 2014 Kerttu Vuolab, barnboksförfattare på nordsamiska, Seija Sivertsen, lärare och läromedelsförfattare på skoltsamiska och Mikael Svonni, professor i nordsamiska vid Umeå universitet [2]
- 2016 Máret Steinfjell (född 1984) och Ingá Márjá Steinfjell (född 1981), radiojournalister på sydsamiska
- 2016 Kirsi Paltto, författare, och Jan Skoglund Paltto, pedagoger, för insatser för nordsamiska, sydsamiska och lulesamiska[3]
- 2018 Karin Tuolja (född 1946), Jokkmokk, lärare och översättare på lulesamiska
- 2018 Jekaterina Mechkina, Murmansk, ordboksförfattare och översättare på kildinsamiska
- 2020 Ellen Pautamo, Tammerfors, lektor i samiska språket och kulturen (nordsamiska)
- 2020 Jonar Thomasson, Limingen, språkexpert (sydsamiska)[4]
- 2022 Ole Henrik Magga[5]
- 2024 Sig-Britt Persson och Pekka Sammallahti[6]